# Francisco de Rades y Andrada
Fray Francisco Rades Andrada (m. 1599) fue un historiador español.

## Biografía
Natural de Toledo y freire calatravo, fue prior del convento benedictino de Jaén y capellán de Felipe II y compuso una famosa Chronica de las tres órdenes y cauallerias de Sanctiago, Calatraua y Alcantara: en la qual se trata de su origen y successo, y notables hechos en armas de los maestres y caballeros de ellas: y de muchos senores de título y otros nobles que descienden de los maestres: y de muchos otros linajes de España (Toledo: J. de Ayala, 1572). Su obra sirvió de fuente a varias comedias históricas de Lope de Vega, por ejemplo Fuenteovejuna. En cuanto a su rigor histórico, utilizó exhaustivamente los documentos:
He visto los archivos de las órdenes y otros de algunas iglesias y monesterios y assi a la margen va acotado el archivo de donde se sacó lo que en la hystoria se dize (...) fueme mandado escribiesse breve y resolutamente la verdad, no dexando cosa notable, ni extendiéndome a lo no necessario. Y assi tengo por cierto (si la afición no me engaña) que es esta una de las hystorias de más resolución que hay escriptas en España y en que más verdades se sacan en limpio (Rades, Prólogo)
Sin embargo el monje calatravo, aunque visitó los archivos de Uclés y Calatrava, no lo hizo con los de la Orden de Alcántara en San Benito de Alcántara, por lo que la información sobre esta orden merece menos crédito. 
Escribió además una Genealogía de los Ponces de León que se conserva manuscrita en la Biblioteca Nacional.